# I. e. 218
Évszázadok: i. e. 4. század – i. e. 3. század – i. e. 2. század
Évtizedek: i. e. 260-as évek – i. e. 250-es évek – i. e. 240-es évek – i. e. 230-as évek – i. e. 220-as évek – i. e. 210-es évek – i. e. 200-as évek – i. e. 190-es évek – i. e. 180-as évek – i. e. 170-es évek – i. e. 160-as évek
Évek: i. e. 223 – i. e. 222 – i. e. 221 – i. e. 220 –  i. e. 219 – i. e. 218 – i. e. 217 – i. e. 216 – i. e. 215 – i. e. 214 – i. e. 213

## Események

### Itália és Hispánia
- Római követség érkezik Karthágóba követelve Hannibal kiadatását (aki előző évben elpusztította Hispániában Saguntumot). Karthágó ezt megtagadja és kitör a második pun háború.
- Hannibal Carthago Nova-ból indul el mintegy 40 ezer emberrel és 50 elefánttal az Ibériai-félsziget keleti partját követve. A korábbi határvonalat, az Ebro folyót átlépve meghódoltatja az ottani keltiber törzseket és eljut a Pireneusokig. A hispaniai segédcsapatok egy része, amikor megtudják, hogy Itáliába mennek, dezertál. Hannibal ezután engedélyezi, hogy aki nem kíván vele tartani, hazamehet.
- A Pireneusokon átkelve a gall törzsek többsége átengedi a vonuló pun sereget. A Rhodanus alsó folyásánál élő volcák azonban ellenségesen lépnek fel. Hannibal egy kisebb csapattal átkarolja őket, és amikor meg akarják akadályozni átkelését a folyón, hátbatámadja és szétzilálja őket.
- Rómában Publius Cornelius Scipiót és Tiberius Sempronius Longust választják consulnak. A háborúban P. Cornelius kapja Hispaniát, T. Sempronius pedig Szicíliát és Africát.
- P. Cornelius átkel Massiliába, ahol felderítő lovassága összecsap Hannibal numida lovasaival, de a consul már csak a punok üres táborát találja, ezért visszahajózik Észak-Itáliába, hogy ott fogadja az ellenséget. Serege egy részét bátyja, Cnaeus Cornelius Scipio Calvus vezetésével Hispániába küldi, az ottani pun csapatok ellen.
- Hannibal közeledtének hírére fellázadnak a Pó mentén élő és nemrég meghódoltatott gall boiusok és insuberek (akiket az is felingerelt, hogy területükön megalapították Placentia és Cremona latin coloniákat). L. Manlius praetor indul ellenük, de vonulás közben többször megtámadják és seregének egy részét elpusztítják. A praetor védekezésbe vonul és megvárja a segítségére küldött újabb légiót.
- Hannibal nagy nehézségek árán, meredek, havas hágókon, ellenséges helybeliekkel csatározva tizenöt nap alatt átkel az Alpokon. Leereszkedve Itáliába legyőzi az ellenséges gall taurinusokat és elfoglalja fővárosukat (a mai Torinót).
- A punok átkelnek a Ticinus folyón és felderítő lovasságuk összetalálkozik P. Cornelius consullal, aki a lovassággal és parittyásokkal felderítést végez. A ticinusi csatában a rómaiak vereséget szenvednek és a consul is súlyosan megsebesül. A rómaiak visszavonulnak Placentiába. Amikor Hannibal a városhoz ér, a rómaiak gall segédcsapatai rájuk támadnak, majd átállnak a punokhoz. P. Cornelius ezért inkább visszavonul, a Trebia folyó mögé.
- Eközben T. Sempronius visszaver egy Lilybaeum elleni pun támadást és elfoglalja Máltát. A súlyos északi helyzet miatt sürgősen consultársa segítségére rendelik.
- December végén, a téli napfordulókor Hannibal a lovasság színlelt támadásával kicsalja a rómaiakat a táborukból, akik a hideg Trebia folyón átkelve találkoznak a punok főerejével és a trebiai csatában vereséget szenvednek.
- Cnaeus Cornelius Scipio Calvus Északkelet-Hispániában hatalmába keríti a partvidéket a Pireneusoktól az Ebróig, majd a cissai csatában legyőzi az ottani pun erőket. Röviddel később a punok Tarracónál szétverik a zsákmányolni szétszéledt rómaiakat, majd a főerők érkezése előtt visszavonulnak.
- Rómában elfogadják a lex Claudia de nave senatoris-t, amely megtiltja a szenátoroknak nagy kereskedőhajók birtoklását.

### Hellenisztikus birodalmak
- A negyedik szíriai háborúban kudarcba fulladnak a tárgyalások és III. Antiokhosz szeleukida király ismét előrenyomul Libanon, Palesztina és Fönícia területén.
- A szövetséges-háborúban V. Philipposz makedón király benyomul a Aitóliával szövetséges Éliszbe, elfoglalja Kephallenia szigetét, majd Aitóliában lerombolja Thermosz erődjét.
- I. Attalosz pergamoni király kihasználva, hogy a Kis-Ázsiát uraló Akhaiosz Szelgét ostromolja visszafoglalja a korábban meghódított, de aztán elvesztett területeinek egy részét. Röviddel később Akhaiosz ismét elűzi a pergamoni erőket.

## Fordítás
- Ez a szócikk részben vagy egészben  a(z)   218 BC című angol Wikipédia-szócikk ezen változatának fordításán alapul.  Az eredeti cikk szerkesztőit annak laptörténete sorolja fel. Ez a jelzés csupán a megfogalmazás eredetét és a szerzői jogokat jelzi, nem szolgál a cikkben szereplő információk forrásmegjelöléseként.